# تعبیر (منطق ریاضی)
تعبیر برای منطق گزاره‌ها تابعی مانند I از مجموعه پروپ به توی مجموعه ۱ و ۰ است که در شرایط ذیل صدق کند.
{\displaystyle I(A\land B)=1} اگر و فقط اگر I(A)=۱ و I(B)=۱
{\displaystyle I(A\lor B)=1} اگر و فقط اگر I(A)=۰ و I(B)=۰
{\displaystyle I(A\to B)=0} اگر و فقط اگر  I(A)=۱ و I(B)=۰
{\displaystyle I(\neg A)=1} اگر و فقط اگر I(A)=0
{\displaystyle I(\bot )=0}
برای گزاره‌ای مانند A و تعبیر I اگر I(A)=۱ باشد گوییم گزاره با این تعبیر راست است یا I یک مدل A است. یعنی  {\displaystyle I\vDash A}.